# Jarrett Stidham
Jarrett Ryan Stidham (* 8. August 1996 in Corbin, Kentucky) ist ein US-amerikanischer American-Football-Spieler auf der Position des Quarterbacks. Aktuell spielt er für die Denver Broncos in der National Football League (NFL).

## Frühe Jahre
Stidham besuchte die Stephensville High School in Stephensville, Texas, wo er in der Basketball-, Leichtathletik- und Footballmannschaft der Schule aktiv war. Dort konnte er als Quarterback den Ball für 6516 Yards und 80 Touchdowns werfen und zusätzlich noch selbst für 1790 Yards und 29 Touchdowns mit dem Ball laufen. Er galt als einer der besten Quarterbacks seines Jahrgangs. Nach seinem Highschoolabschluss erhielt Stidham ein Stipendium der Baylor University in Waco, Texas. Dort war er zunächst Backup für Seth Russell, wurde aber, nachdem sich Russel verletzte, Stammspieler, ehe er sich zum Ende der Saison hin selbst verletzte. Insgesamt kam er in 10 Spielen zum Einsatz und konnte dabei den Ball für 1265 Yards und 12 Touchdowns bei nur 2 Interceptions werfen. Nach der Saison entschied sich Stidham jedoch, aufgrund eines Missbrauchsskandals an der Universität und der Aussicht, ein weiteres Jahr nur Backup hinter Seth Russell sein zu müssen, die Baylor Universität zu verlassen.
Nachdem er ein Semester am McLennan Community College in Waco, Texas als Student verbracht hatte, entschied er sich, an die Auburn University in Auburn, Alabama zu wechseln. Dort spielte er in den Jahren 2017 und 2018 und wurde direkt in seinem ersten Jahr Stammspieler. Insgesamt kam er in den 2 Jahren in 27 Spielen zum Einsatz und konnte den Ball für 5952 Yards, 36 Touchdowns und nur 11 Interceptions werfen. 2017 führte er sein Team zum Sieg in der Western Division der Southeastern Conference, unterlag allerdings im SEC Championship Game der University of Georgia. Dafür konnte er im darauffolgenden Jahr mit seinem Team den Music City Bowl gewinnen. Außerdem wurde Stidham 2017 zum SEC Newcomer of the Year und ins First-Team All-SEC gewählt. Nach der Saison 2018 entschied er sich, nicht noch eine weitere Saison an der Auburn University zu verbringen und am NFL-Draft 2019 teilzunehmen.

## NFL
Beim NFL-Draft 2019 wurde Stidham in der 4. Runde an 133. Stelle von den New England Patriots ausgewählt. Dort wurde er zunächst Backup als Quarterback hinter Tom Brady. Sein NFL-Debüt gab er am 3. Spieltag beim Spiel gegen die New York Jets. Beim Stand von 30:7 für die Patriots ersetzte er Brady im 4. Quarter, um ihn bei diesem sicheren Sieg zu schonen. Er konnte 2 von 3 Pässen für 14 Yards anbringen, ehe er eine Interception warf, die der Safety der Jets, Jamal Adams, direkt in einen Touchdown umwandelte. Daraufhin beendete Brady das Spiel, das 30:14 endete. Stidham bekam in der Folge nur noch Kurzeinsätze bei den Siegen gegen die Washington Redskins am 5. Spieltag und erneut gegen die New York Jets am 7. Spieltag.
Vor der Saison 2020 verließ Brady die Patriots nach 20 Jahren und wechselte zu den Tampa Bay Buccaneers. Stidham wurde infolgedessen als möglicher neuer Starter für die Patriots gehandelt, ehe mit Cam Newton ein neuer Quarterback verpflichtet wurde. So blieb er auch 2020 nur Backup und kam zu fünf Einsätzen. Sein erster der Saison war am 4. Spieltag bei der 10:26-Niederlage gegen die Kansas City Chiefs, nachdem Newton an COVID-19 erkrankt war und Brian Hoyer, der andere Ersatzquarterback, nicht überzeugen konnte. Bei diesem Spiel warf Stidham seinen ersten Touchdown-Pass in der NFL zu N’Keal Harry, warf allerdings auch zwei Interceptions. Insgesamt konnte er in der Saison den Ball für 256 Yards sowie 2 Touchdowns und 3 Interceptions werfen. Zu Beginn der Saison 2021 fehlte Stidham verletzungsbedingt aufgrund einer Rückenoperation. Am 9. November 2021 wurde er schließlich in den Kader berufen, wo er jedoch hinter dem neu gedrafteten Mac Jones und Hoyer nur der dritte Quarterback war. Er kam in der Saison zu keinem Einsatz.
Am 13. Mai 2022 gaben die Patriots Stidham zusammen mit einem Siebtrundenpick im Austausch gegen einen Sechstrundenpick an die Las Vegas Raiders ab. Dort wurde er zunächst als Backup hinter Derek Carr eingeplant. Er debütierte am 7. Spieltag beim 38:20-Sieg gegen die Houston Texans, kam jedoch nur bei einem Spielzug zum Einsatz. Bei der 0:24-Niederlage gegen die New Orleans Saints am folgenden Spieltag ersetzte er Carr im vierten Quarter und konnte dabei insgesamt 72 Yards erwerfen. Am 28. Dezember 2022 wurde Stidham zum Starter der Raiders für die letzten beiden Saisonspiele ernannt, nachdem Carr zuvor schlechte Leistungen erbracht hatte. So war er bei der 34:37-Niederlage gegen die San Francisco 49ers erstmals in seiner Karriere Starter. Er konnte 23 Pässe für 365 Yards und drei Touchdowns werfen, allerdings standen dem auch zwei Interceptions gegenüber. Am 18. Spieltag konnte er bei der 13:31-Niederlage gegen die Kansas City Chiefs einen weiteren Touchdownpass bei einer weiteren Interception werfen.
Im März 2023 unterschrieb Stidham einen Zweijahresvertrag im Wert von 10 Millionen US-Dollar bei den Denver Broncos. Dort war er als Backup für Quarterback Russell Wilson eingeplant. Nachdem er in den ersten 13 Saisonspielen zu keinem Einsatz gekommen war, debütierte er am 15. Spieltag bei der 17:42-Niederlage gegen die Detroit Lions für sein neues Team, stand jedoch nur bei vier Snaps auf dem Feld. Am 27. Dezember 2023 gaben die Broncos bekannt, dass Stidham anstelle von Wilson für die restlichen beiden Saisonspiele als Starter des Teams agieren würde. Bei seinem Debüt als Starting Quarterback, einem 16:9-Sieg gegen die Los Angeles Chargers, konnte er insgesamt 20 Pässe für 224 Yards sowie seinen ersten Touchdown für die Broncos verzeichnen. Bei der folgenden 14:27-Niederlage gegen die Las Vegas Raiders gelangen ihm sogar 272 geworfene Yards und ein Touchdown, allerdings warf er auch eine Interception.
Vor Beginn der Saison 2024 trennten sich die Broncos von Wilson und drafteten beim NFL-Draft 2024 mit Bo Nix einen neuen Quarterback, der auf Anhieb Stammspieler bei den Broncos in der Offense von Trainer Sean Payton wurde. In der Saison kam Stidham jedoch nur in drei Spielen zu Kurzeinsätzen, bei denen er jedoch keinen einzigen Pass werfen konnte. Trotz der mangelnden Spielzeiten verlängerte er im März 2025 seinen Vertrag bei den Broncos um weitere zwei Jahre.

## Karrierestatistiken
| Saison                             | Team             | Spiele | Spiele  | Geworfen     | Geworfen     | Geworfen     | Geworfen     | Geworfen     | Geworfen     | Geworfen     | Geworfen     | Geworfen     | Gelaufen     | Gelaufen     | Gelaufen     | Gelaufen     | Gelaufen     | Sacks        | Sacks        | Fumbles      | Fumbles      |
| Saison                             | Team             | Gesamt | Starter | Pässe        | Versuche     | %            | Yards        | Avg          | Lang         | TD           | Int          | Rating       | Versuche     | Yards        | Avg          | Lang         | TD           | Anzahl       | Yards        | Gesamt       | Verloren     |
| ---------------------------------- | ---------------- | ------ | ------- | ------------ | ------------ | ------------ | ------------ | ------------ | ------------ | ------------ | ------------ | ------------ | ------------ | ------------ | ------------ | ------------ | ------------ | ------------ | ------------ | ------------ | ------------ |
| 2019                               | Patriots         | 3      | 0       | 2            | 4            | 50,0         | 14           | 3,5          | 11           | 0            | 1            | 18,8         | 2            | −2           | −1,0         | −1           | 0            | 1            | 7            | 0            | 0            |
| 2020                               | Patriots         | 5      | 0       | 22           | 44           | 50,0         | 256          | 5,8          | 38           | 2            | 3            | 56,6         | 7            | 7            | 1,0          | 6            | 0            | 4            | 21           | 0            | 0            |
| 2021                               | Patriots         | 0      | 0       | Ohne Einsatz | Ohne Einsatz | Ohne Einsatz | Ohne Einsatz | Ohne Einsatz | Ohne Einsatz | Ohne Einsatz | Ohne Einsatz | Ohne Einsatz | Ohne Einsatz | Ohne Einsatz | Ohne Einsatz | Ohne Einsatz | Ohne Einsatz | Ohne Einsatz | Ohne Einsatz | Ohne Einsatz | Ohne Einsatz |
| 2022                               | Raiders          | 5      | 2       | 53           | 83           | 63,9         | 656          | 7,9          | 60           | 4            | 3            | 89,2         | 14           | 84           | 6,0          | 11           | 0            | 7            | 47           | 3            | 1            |
| 2023                               | Broncos          | 3      | 2       | 40           | 66           | 60,6         | 496          | 7,5          | 54           | 2            | 1            | 87,7         | 9            | 8            | 0,9          | 4            | 0            | 7            | 46           | 1            | 0            |
| 2024                               | Broncos          | 3      | 0       | 0            | 0            | –            | 0            | –            | 0            | 0            | 0            | –            | 4            | 5            | 1,3          | 8            | 0            | 0            | 0            | 0            | 0            |
| Gesamte Karriere                   | Gesamte Karriere | 19     | 4       | 117          | 197          | 59,4         | 1422         | 7,2          | 60           | 8            | 8            | 78,3         | 36           | 102          | 2,8          | 11           | 0            | 19           | 121          | 4            | 1            |
| Quelle: pro-football-reference.com |                  |        |         |              |              |              |              |              |              |              |              |              |              |              |              |              |              |              |              |              |              |